# Túnel Zhongnanshan
O Túnel Zhongnanshan (em chinês: 秦岭终南山公路隧道) é o segundo maior túnel rodoviário do mundo e fica na província de Shanxi, na República Popular da China. O túnel tem 18040 metros de comprimento e foi inaugurado em 20 de janeiro de 2007. O túnel custou 3200 milhões de yuan ou 410 milhões de dólares. A profundidade máxima do túnel chega a 1640 metros.